# ジョン・F・ケネディ (空母・2代)
ジョン・F・ケネディ (CVN-79) は、アメリカ海軍が建造しているジェラルド・R・フォード級航空母艦の2番艦。ニミッツ級航空母艦の1番艦ニミッツの代艦として2025年の就役が予定されている。

## 命名
2007年12月7日、真珠湾攻撃66周年式典においてアリゾナ州選出の下院議員ハリー・ミッチェルがこの艦をアリゾナと命名すると発表した。
2009年に、アリゾナ州選出の下院議員ジョン・シャデッグがCVN-79か後のCVN-80のどちらかにアリゾナ州選出の上院議員だったバリー・M・ゴールドウォーターにちなみバリー・M・ゴールドウォーターと命名すると発表し、その後バリー・ゴールドウォーターに変更された。
2011年5月29日、アメリカ国防総省が本艦をアメリカ合衆国第35代大統領で第二次世界大戦時海軍に従事したジョン・F・ケネディから命名すると発表した。この艦はケネディ家から名を取られた3隻目の艦であり、またジョン・F・ケネディから名前を取られた2隻目の航空母艦である。先代はジョン・F・ケネディ(CV-67)。

## 建造
2009年1月15日、ハンティントン・インガルス・インダストリーズの3億7,400万ドルで建造する計画が承認された。2010年9月30日、ノースロップ・グラマンがマイク・シャウクロスがこの艦を建造する上で不適なトップで、この艦を建造する準備に悪影響を与えていると発言した。
2011年2月25日にニューポート・ニュースにおいて起工式が催され、ジョン・F・ケネディの起工が合図された。
ジョン・F・ケネディは本来は2018年に竣工する予定であったが、2009年に当時のロバート・ゲーツ国防長官が建造期間を5年に延ばすことで「より財政的な余裕ができる」として2020年竣工に延長された。その後2012年に建造中に遅れが発生し、海軍省が調査をしたためエンタープライズ (CVN-80)とこの艦の両方の建造期間が2年延び竣工予定は2022年となった。その後2025年まで延期された。
2019年6月米国下院議会の委員会は、2020年度の年次国防政策法案の草案に、最新鋭、ジェラルド･R･フォード級空母（以下、フォード級空母）が、F-35Cの運用能力を獲得しない限り、現在、建造中のフォード級空母2番艦、ジョン・F・ケネディの引き渡しを違法にするべきだという規定を含めた。
2020年7月20日、艦内で小火が発生。すぐに消し止められたものの作業員が退避する事態となった。米海軍は「工程に大きな影響はない」としている。

## 船体
ニミッツ級航空母艦の次世代艦として建造しているが、計画当時はステルス性を持った船体にするようにとの依頼があったが、新開発の電磁カタパルトなどでコストが増加したため、船体は、前級のニミッツ級の船体をもとに計画・改良されている。尚、艦橋は、ステルス性を追求したフォルムとなっており、艦長室はアイランドではなく艦橋下の船体に設けられている。